# Siirt (provins)

Karta över Turkiet med Siirt markerat.

Siirt är en provins i Turkiet. Den har totalt 263.676 invånare (2000) och en areal på 5465 km². Provinshuvudstad är Siirt.